# Antvorskov (klooster)
Het Klooster Antvorskov was een belangrijk Scandinavisch klooster dat in het bezit was van de Orde van Malta. Het klooster ligt een enkele kilometer verwijderd van de plaats Slagelse in Seeland. De parochie waarin het klooster lag draagt dezelfde naam.

## Geschiedenis
In 1165 schonk de Deense koning Waldemar I het land van Antvorskov aan de Johanniterorde. De koning was immers zelf ook ridder in de orde. Het klooster werd niet snel daarna gebouwd tijdens het episcopaat van Eskil. Na de val van de Kruisvaarderstaten legde de orde zich meer toe op het verzorgen van de lokale bevolking. Gedurende de dertiende en veertiende eeuw groeide het klosster uit tot een van de grootste landeigenaars in Denemarken. Daarmee verkregen de priors van het klooster grote meacht in het koninkrijk en maakte de prior vast deel uit van de staatsraad. Tijdens de Reformatie werd het klooster uiteindelijk gesloten.
De abdijkerk werd in 1722 weer geopend voor diensten, maar de eigenaar van het klooster minister Koes beval om het klooster af te breken om zijn eigen slot Falkenstein te herbouwen. Sindsdien is het klooster steeds verder in verval geraakt. Hans Christiaan Andersen vermeldde dat er in zijn tijd excursies werden georganiseerd naar de ruïnes van het klooster.